# Макс Баер
Максимилиан Адалберт Баер (на английски език: Maximilian Adelbert "Madcap Maxie" Baer)) е американски професионален боксьор - световен шампион в тежка категория (1934-1935), както и професионален борец, рефер по бокс и по борба, играе и епизодична роля в холивудски филм.
Вписан е в „Международната боксова зала на славата“ в края на 1930-те години.
Сред най-колоритните фигури в онези години, Баер се радва на нощния живот и обича да е в центъра на вниманието, но това често е за сметка на неговата спортна подготовка. Той е брат на двукратния претендент за световна шампионска титла в профибокса Бъди Баер и е баща на актьора Макс Баер-младши, познат на 2 поколения със сценичното име Джетро Бодин.
През 2003 година е поставен на 22-ро място в класацията на Ring magasine – 100-те най-големи удрячи за всички времена.

## Кратка биография
Максимилиан Баер е роден на 11 февруари 1909 година в Омаха, Небраска, като син на Яков Баер (1875-1938), който е от френско-еврейски произход, и Дора Бали (1877-1938), която е от немско-шотландско-ирландски произход.
Има 2 сестри: Франсиз Мей Баер (1905-1991) и Верникия Джанет Баер (1911-1987), както и 2 братя – по-младият му брат също е боксьор Яков Хенри Баер (по-известен като Бъди Баер, 1915-1986), и Оугъст Баер.
Бащата Яков Баер е от семейство на потомствени касапи. Баща му Арчи Баер (1831-1900), притежава месарски магазини по границата между Уайоминг и Мичиган, преди семейството му да се премести в Денвър, Колорадо.